# Manuel Chaves Nogales
Manuel Chaves Nogales (Sevilla 1897 — Londres 1944) va ser un periodista i escriptor espanyol.

## Biografia
Va escriure en diversos mitjans liberals com El Liberal de Sevilla, El Heraldo de Madrid, i Ahora.
Chaves Nogales és un periodista total, un digne successor d'Heròdot, un precursor de Kapuściński; en els seus articles descriu els fets, valora el que li expliquen, i treu conclusions que sovint el temps ha demostrat encertades. Va alertar contra els excessos dels règims autoritaris, com la Rússia roja i l'Alemanya nazi, i també va criticar tots els bàndols de la Guerra Civil espanyola.
Va patir l'exili a França i Anglaterra, on va col·laborar amb mitjans francesos i anglesos. Va morir d'una peritonitis a Londres.
És l'autor de la novel·la El maestro Juan Martínez, que estaba allí (1934), que narra les peripècies d'una parella de ballarins de flamenc atrapats a la Revolució Russa i la Guerra Civil Russa, mentre van passant entre l'opulència i la misèria, i entre el domini dels diferents bàndols (tsaristes, bolxevics, blancs, petliuristes, etc.), i mostra la barbàrie de cada un dels bàndols en una guerra civil sense regles.

## Llibres publicats
- Juan Belmonte, matador de toros : su vida y sus hazañas (1935) (Alianza, 1992,2006) (Asteroide, 2009)
- A sangre y fuego: héroes, bestias y mártires de España (1937) (Espasa, 2001, 2006, 2009, 2011)
- El Maestro Juan Martínez que estaba allí (1934) (Asteroide, 2007) (novel·la)
- La Agonía de Francia (Diputación de Sevilla, 2001) (Asteroide, 2010)
- Bajo el signo de la esvástica: cómo se vive en los países de régimen fascista (Almuzara, 2012)
- Andalucía roja y "la Blanca Paloma": y otros reportajes de la República (Almuzara, 2012)
- La España de Franco (Almuzara, 2012)
- Ifni, l'última aventura colonial española (Almuzara, 2012)
- Lo que ha quedado del imperio de los zares (Renacimiento, 2010)
- La Vuelta a Europa en avión : un pequeño burgués en la Rusia roja (1931) (Asteroide, 2012)
- La defensa de Madrid (1938) (2011)
- La bolchevique enamorada (El amor en la Rusia roja) (1929) (Almuzara, 2013)
- ¿Qué pasa en Cataluña? (Almuzara, 2013)